# دالانزاغاد
دالانزاغاد (بالإنجليزية: Dalanzadgad)‏ هي مدينة، تتبع محافظة أومنوغوفي، بلغ عدد سكانها 19396 نسمة.

## المناخ
يظهر الجدول التالي التغييرات المناخية على مدار السنة لدالانزاغاد:
| البيانات المناخية لـدالانزاغاد     | البيانات المناخية لـدالانزاغاد | البيانات المناخية لـدالانزاغاد | البيانات المناخية لـدالانزاغاد | البيانات المناخية لـدالانزاغاد | البيانات المناخية لـدالانزاغاد | البيانات المناخية لـدالانزاغاد | البيانات المناخية لـدالانزاغاد | البيانات المناخية لـدالانزاغاد | البيانات المناخية لـدالانزاغاد | البيانات المناخية لـدالانزاغاد | البيانات المناخية لـدالانزاغاد | البيانات المناخية لـدالانزاغاد | البيانات المناخية لـدالانزاغاد |
| الشهر                              | يناير                          | فبراير                         | مارس                           | أبريل                          | مايو                           | يونيو                          | يوليو                          | أغسطس                          | سبتمبر                         | أكتوبر                         | نوفمبر                         | ديسمبر                         | المعدل السنوي                  |
| ---------------------------------- | ------------------------------ | ------------------------------ | ------------------------------ | ------------------------------ | ------------------------------ | ------------------------------ | ------------------------------ | ------------------------------ | ------------------------------ | ------------------------------ | ------------------------------ | ------------------------------ | ------------------------------ |
| الدرجة القصوى °م (°ف)              | 11.1 (52.0)                    | 14.2 (57.6)                    | 20.6 (69.1)                    | 28.7 (83.7)                    | 31.7 (89.1)                    | 35.0 (95.0)                    | 36.5 (97.7)                    | 38.6 (101.5)                   | 31.1 (88.0)                    | 27.9 (82.2)                    | 20.1 (68.2)                    | 12.6 (54.7)                    | 38.6 (101.5)                   |
| متوسط درجة الحرارة الكبرى °م (°ف)  | −7.6 (18.3)                    | −3.7 (25.3)                    | 4.4 (39.9)                     | 13.5 (56.3)                    | 21.4 (70.5)                    | 26.2 (79.2)                    | 27.5 (81.5)                    | 25.9 (78.6)                    | 20.1 (68.2)                    | 12.3 (54.1)                    | 2.0 (35.6)                     | −5.5 (22.1)                    | 11.4 (52.5)                    |
| المتوسط اليومي °م (°ف)             | −14.7 (5.5)                    | −11.2 (11.8)                   | −3.0 (26.6)                    | 6.1 (43.0)                     | 14.2 (57.6)                    | 19.2 (66.6)                    | 21.0 (69.8)                    | 19.3 (66.7)                    | 13.1 (55.6)                    | 4.8 (40.6)                     | −5.1 (22.8)                    | −12.6 (9.3)                    | 4.3 (39.7)                     |
| متوسط درجة الحرارة الصغرى °م (°ف)  | −21.1 (−6.0)                   | −17.3 (0.9)                    | −9.3 (15.3)                    | −0.8 (30.6)                    | 7.0 (44.6)                     | 12.4 (54.3)                    | 14.8 (58.6)                    | 13.3 (55.9)                    | 6.9 (44.4)                     | −1.6 (29.1)                    | −11.2 (11.8)                   | −18.3 (−0.9)                   | −2.1 (28.2)                    |
| أدنى درجة حرارة °م (°ف)            | −33.1 (−27.6)                  | −34.2 (−29.6)                  | −24.3 (−11.7)                  | −7.1 (19.2)                    | −6.8 (19.8)                    | 1.1 (34.0)                     | 2.7 (36.9)                     | 2.9 (37.2)                     | −9.7 (14.5)                    | −17.1 (1.2)                    | −26.4 (−15.5)                  | −24.1 (−11.4)                  | −34.2 (−29.6)                  |
| الهطول مم (إنش)                    | 1.4 (0.06)                     | 1.1 (0.04)                     | 3.3 (0.13)                     | 5.3 (0.21)                     | 11.8 (0.46)                    | 18.1 (0.71)                    | 32.8 (1.29)                    | 32.1 (1.26)                    | 13.1 (0.52)                    | 4.4 (0.17)                     | 2.0 (0.08)                     | 1.0 (0.04)                     | 126.4 (4.97)                   |
| متوسط أيام هطول الأمطار (≥ 1.0 mm) | 0.3                            | 0.2                            | 1.0                            | 1.3                            | 2.1                            | 2.8                            | 5.4                            | 5.1                            | 2.7                            | 0.9                            | 0.8                            | 0.3                            | 22.9                           |
| المصدر: NOAA (1961-1990)           |                                |                                |                                |                                |                                |                                |                                |                                |                                |                                |                                |                                |                                |